# Oda Hassepaß

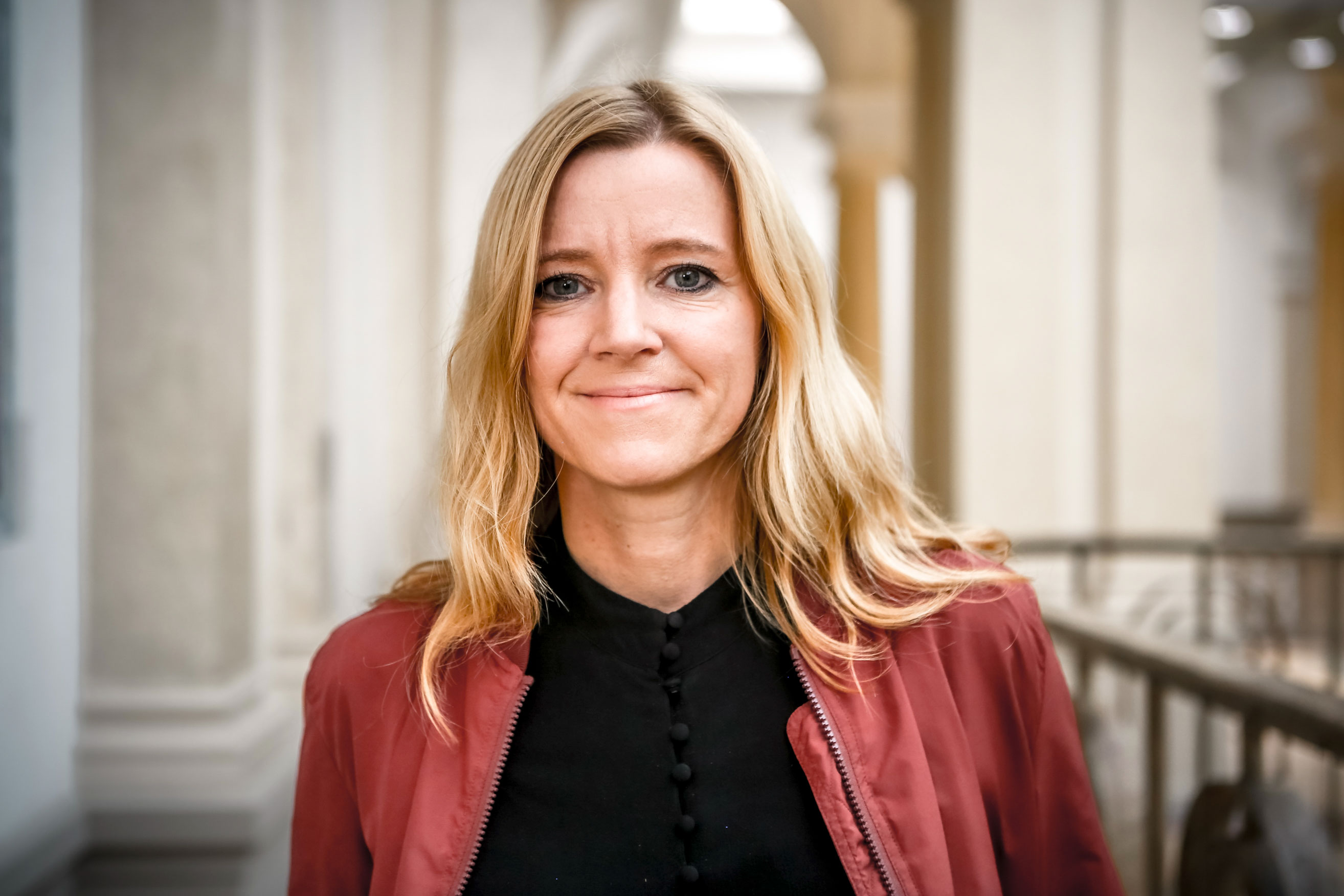
Oda Hassepaß (2021)

Oda Hassepaß (geboren 1974 in Hamburg) ist eine deutsche Politikerin (Bündnis 90/Die Grünen). Seit 2021 ist sie Mitglied des Abgeordnetenhauses von Berlin.

## Leben

### Ausbildung und Beruf
Oda Hassepaß wurde 1974 in Hamburg geboren und wuchs im Süden der Stadt auf. Nach ihrer Schulausbildung studierte sie von 1995 bis 1999 Wirtschaftswissenschaften an der Carl von Ossietzky Universität Oldenburg und schloss das Studium als Diplom-Ökonomin ab. Seit dem Jahr 2000 lebt sie in Berlin. Sie war in verschiedenen Medienunternehmen tätig, unter anderem bei Cultfish Entertainment (2000 bis 2006) und im Egmont Ehapa Verlag (2006 bis 2011). Seit 2010 ist Hassepaß als Beraterin bei einem Möbelbau-Familienunternehmen aktiv, das sie mitgründete. Außerdem war sie seit 2012 im Vertriebsbereich der Wochenzeitung Der Freitag. tätig, wo sie den Bereich Kundenkommunikation leitete.

### Politik
Hassepaß ist Mitglied der Partei Bündnis 90/Die Grünen. Seit 2018 ist sie stellvertretende Sprecherin der Landesarbeitsgemeinschaft Mobilität und war Mitorganisatorin der Konferenzen „Frauen machen Mobilität“ in den Jahren 2020 und 2021.
2021 nominierte sie der Kreisverband Pankow der Grünen als Direktkandidatin für die Abgeordnetenhauswahl 2021 im Wahlkreis Pankow 3, die Landesdelegiertenkonferenz nominierte sie für den 51. Platz der Landesliste. Bei der Wahl gewann Hassepaß das Direktmandat mit 23,8 Prozent der Erststimmen. Sie setzte sich mit 24 Stimmen Vorsprung gegen Klaus Lederer, den Berliner Spitzenkandidaten der Partei Die Linke, durch, der ebenfalls im Wahlkreis kandidierte. Bei der Wiederholungswahl 2023 konnte sie ihren Sitz im Abgeordnetenhaus verteidigen.